# مینیوتا (مینه‌سوتا)
مینیوتا، مینه‌سوتا (به انگلیسی: Minneota, Minnesota) یک شهر در ایالات متحده آمریکا است که در شهرستان لیون واقع شده‌است.

## خصوصیات
مینیوتا ۳٫۷۰ کیلومترمربع مساحت و ۱٬۳۹۲ نفر جمعیت دارد و ۳۵۶ متر بالاتر از سطح دریا واقع شده‌است.